# Laura Mañá
Laura Mañá Alvarenga (Barcellona, 12 gennaio 1968) è un'attrice, regista e sceneggiatrice spagnola.

## Filmografia parziale

### Attrice
Cinema
- Lolita al desnudo, regia di José Antonio de la Loma (1991)
- La teta y la luna, regia di Bigas Luna (1994)
- La passione turca (La pasión turca), regia di Vicente Aranda (1994)
- Nessuno parlerà di noi (Nadie hablará de nosotras cuando hayamos muerto), regia di Agustín Díaz Yanes (1995)
- Libertarias, regia di Vicente Aranda (1996)
- Dobermann, regia di Jan Kounen (1997)
- In fuga per cambiare (The Sea Change), regia di Michael Bray (1998)
- Stand-by, regia di Roch Stéphanik (2000)
- Nowhere, regia di Luis Sepúlveda (2002)
- Trece campanadas, regia di Xavier Villaverde (2002)
- I delitti della luna piena (Romasanta), regia di Paco Plaza (2004)

Televisione
- Setze dobles - serie TV, 12 episodi (2003)
- Abuela de verano - serie TV, 13 episodi (2005)
- Hospital Central - serie TV, 6 episodi (2006)
- La via Augusta - serie TV, 7 episodi (2007)
- In fiamme (El cuerpo en llamas) - serie TV, un episodio (2023)

### Regista
Cinema
- Sexo por compasión (2000)
- Killing Words - Parole assassine (Palabras encadenadas) (2003)
- Morir en San Hilario (2005)
- Ni dios, ni patrón, ni marido (2010)
- La vida empieza hoy (2010)
- Ti amo, imbecille (Te quiero, imbécil) (2020)
- Un novio para mi mujer (2022)

Televisione
- Clara Campoamor - La donna dimenticata (Clara Campoamor. La mujer olvidada) - film TV (2011)
- Concepción Arenal, la visitadora de cárceles - film TV (2012)
- Frederica Montseny, la dona que parla - film TV (2021)
- In fiamme (El cuerpo en llamas) - serie TV, 3 episodi (2023)

### Sceneggiatrice
Cinema
- Sexo por compasión (2000)
- Killing Words - Parole assassine (Palabras encadenadas) (2003)
- Morir en San Hilario (2005)
- Ni dios, ni patrón, ni marido (2010)
- La vida empieza hoy (2010)
- Un novio para mi mujer (2022)

Televisione
- Concepción Arenal, la visitadora de cárceles - film TV (2012)

## Premi
- Fantasia Film Festival
  - 2004: "AQCC Award - Mention" (Killing words - Parole assassine)
- Fantasporto
  - 2004: "Grand Prize of European Fantasy Film in Silver" (Killing words - Parole assassine), "International Fantasy Film Special Jury Award" (Killing words - Parole assassine)
- Guadalajara International Film Festival
  - 2001: "Mayahuel Award - Best Director" (Sexo por compasión), "Audience Award" (Sexo por compasión), "Audience Award" (Sin dejar huella), "OCIC Award" (Sin dejar huella)
- Málaga Spanish Film Festival
  - 2000: "Audience Award - Largometrajes" (Sexo por compasión), "Best Film" (Sexo por compasión)
  - 2010: "Silver Biznaga - Premio de la Crítica" (La vida empieza hoy)
- Miami Hispanic Film Festival
  - 2001: "Golden Egret - Best Screenplay" (Sexo por compasión)
- Viareggio EuropaCinema
  - 2005: "EuropaCinema Platinum Award - Best Screenplay" (Morir en San Hilario), "Platinum Audience Award" (Morir en San Hilario)
- Premi Sant Jordi
  - 2001: "Mejor Ópera Prima" (Sexo por compasión)
- Toulouse Cinespaña
  - 2010: "Audience Award - Best Film" (La vida empieza hoy)
- Premi Gaudí
  - 2022: "Millor Pel·lícula per a Televisió" (Frederica Montseny, la dona que parla) - condiviso